# Stereolenkung

Schematischer Vergleich von einem knickgelenkten Radlader (grau) mit einem Stereolader (schwarz)

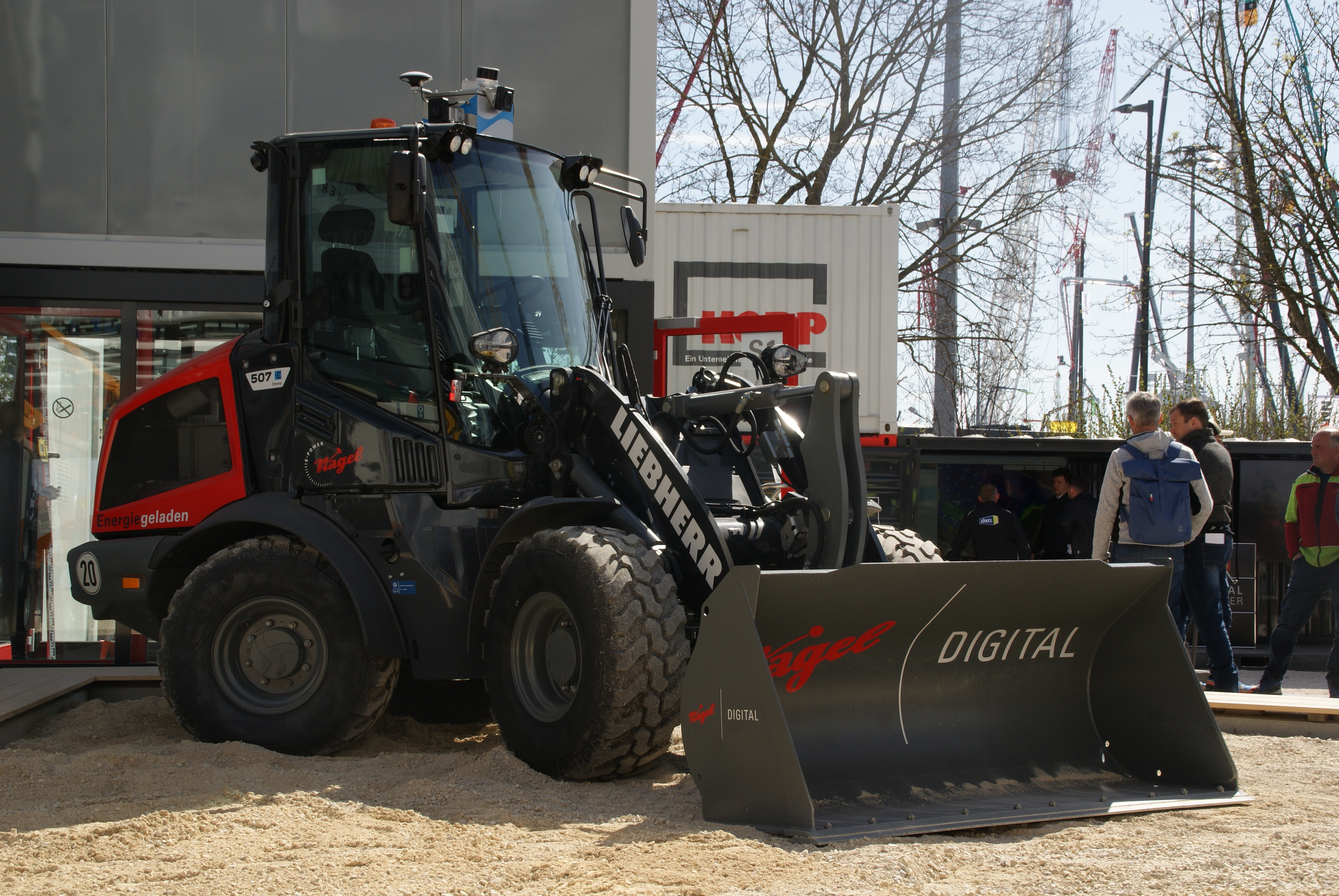
Liebherr 507 Stereo mit Lenkeinschlag am Knickgelenk und der Hinterachse

Die Stereolenkung ist ein vom deutschen Baumaschinenhersteller Liebherr entwickeltes Lenksystem für Radlader, das Anfang der 1990er Jahre patentiert wurde. Es kombiniert eine Knicklenkung mit einer Achsschenkellenkung an der Hinterachse und wird seit 1994 mit dem sogenannten Stereolader vom Hersteller serienmäßig angeboten. Die Hauptvorteile der Stereolenkung bestehen in einem deutlich reduzierten Wendekreis sowie einer höheren Fahrstabilität im Vergleich zu konventionellen Radladern ähnlicher Größenklassen.

## Technische Merkmale
Die Stereolenkung basiert auf einem zentralen Knick-Pendelgelenk, das Vorder- und Hinterwagen des Radladers verbindet. Beim Lenkeinschlag wirken Knicklenkung und Achsschenkellenkung an der Hinterachse gemeinsam in gleichsinniger Richtung. Im Gegensatz zu Radladern mit reiner Knicklenkung, deren Knickwinkel üblicherweise bei etwa 40° liegt, beträgt der maximale Knickwinkel bei der Stereolenkung nur 30°.

## Vorteile
Die Stereolenkung bietet im Vergleich zu der bei Radladern üblicherweise verwendeten Knicklenkung eine Reihe funktionaler Vorteile. Besonders hervorzuheben ist der deutlich reduzierte Wendekreis, der das Arbeiten auf engem Raum erheblich erleichtert. Gleichzeitig verbessert sich die Fahrstabilität, da das Kippverhalten zur Seite bei Lenkeinschlag, insbesondere auf geneigten Flächen, deutlich verringert wird. Auch die Kipplast – also die maximale Nutzlast vor dem Kippen nach vorne – fällt bei Maschinen mit Stereolenkung höher aus, was die Effizienz beim Materialumschlag steigert. Ein weiterer praktischer Vorteil ist der größere Bewegungsraum zum Ein- und Aussteigen, der auch bei vollem Lenkeinschlag erhalten bleibt. Zusätzlich sorgt die kombinierte Lenkung für einen gesteigerten Fahrkomfort sowie eine geringere Neigung der Kabine bei Fahrten im unebenen Gelände.